# Ali Gadžibekov
Ali Amrakovič Gadžibekov (in russo Али Амрахович Гаджибеков?; trasl. angl. Ali Gadzhibekov; Machačkala, 6 agosto 1989) è un ex calciatore russo, di ruolo difensore.